# Klaus Modick
Klaus Modick (* 3. května 1951, Oldenburg) je německý spisovatel a překladatel.

## Život a dílo
V roce 1971 odmaturoval na gymnáziu v Oldenburgu, posléze vystudoval germanistiku, historii a pedagogiku na univerzitě v Hamburku. Jeho literární prvotinou byl román 'Ins Blaue', který spatřil světlo světa roku 1985.
V roce 2016 představil na pražského veletrhu Svět knihy svůj úspěšný román Koncert bez básníka (2015, č. 2016).

### České a slovenské překlady zněmčiny
- Koncert bez básníka: Román o tom, jak básník Rilke zmizel z nejslavnějšího obrazu německé secese (orig. 'Konzert ohne Dichter: Roman', 2015). 1. vyd. Brno: Host, 2016. 240 S. Překlad: Tomáš Dimter (Pozn.: V tomto díle je tématizováno přátelství umělce Heinricha Vogelera a literáta Rainera Marii Rilka)[6]
- Šeď Karolín (orig. 'Das Grau der Karolinen'). 1. vyd. Slovensko: Epos, 2001. 365 S. Překlad: Viera Juríčková, Miroslav Neman